# Knooppunt Lunetten
Der Knooppunt Lunetten ist ein Autobahnkreuz in der niederländischen Provinz Utrecht im Süd-Osten der Stadt Utrecht. Es verbindet den Rijksweg 12 (A12: Oberhausen–Arnhem–Utrecht–Den Haag) mit dem Rijksweg 27 (A27: Almere–Hilversum–Utrecht-Breda).
Benannt ist das Autobahnkreuz nach dem nordwestlich des Knotens liegenden Utrechter Bezirk Lunetten. Der Bezirk Lunetten wiederum hat seinen Namen von der Festung Lunetten, die Teil der Holländischen Wasserlinie war.

## Geschichte
Bereits im Jahr 1968 begann der Bau des Autobahnkreuzes. Allerdings wurde der Knoten erst 13 Jahre später am 24. Juni 1981 mit der Fertigstellung der A27 zwischen Lexmond und Lunetten eröffnet. Bis zur Fertigstellung des A27-Abschnittes östlich von Utrecht am 29. Oktober 1986 war der Knoten ein Autobahndreieck. Seit dem Zeitpunkt besteht der Knoten in seiner heutigen Bauform.
Zwischen 1995 und 1997 wurde die A12 im und westlich des Knotens sechsspurig, mit Freigabe des Standstreifens achtspurig ausgebaut. Im Jahr 2005 wurde auf der Strecke ein Tempolimit von 80 bzw. 100 km/h eingeführt. Teilweise wurde auch eine Verkehrsbeeinflussungsanlage installiert. Anfang 2011 wurde der Abschnitt östlich des Knotens, mit Hilfe der bereits 1997 getroffenen Vorarbeiten vollständig achtspurig ausgebaut.

## Bauform
Das Autobahnkreuz hat die Form eines Kleeblattes mit einer direkten Verbindungsrampe, ähnlich wie der westlich von Utrecht gelegene Knooppunt Oudenrijn. Bis auf die Verbindungsrampe aus Westen in Richtung Norden sind alle Verbindungsrampen wie bei einem Kleeblatt-Autobahnkreuz angeordnet. Westlich des Knotens befindet sich ein Geflecht von Fahrspuren, damit die Verkehrsteilnehmer sowohl auf die Parallelfahrbahn, die für den Regionalverkehr gedacht ist, als auch auf die Hauptfahrbahn gelangen können. In dem Bereich verfügt die A12 über zwei Fahrspuren auf der Parallelfahrbahn in jede Richtung und jeweils über drei Fahrstreifen in jede Richtung auf der Hauptfahrbahn.
Östlich des Knotens verfügt die A12 über 2 × 4 Fahrstreifen. Die A27 verfügt nördlich des Autobahnkreuzes über sechs Fahrstreifen Richtung Norden und vier Richtung Süden sowie südlich des Knotens über vier Fahrstreifen Richtung Süden und drei Richtung Norden.